# Nechaq
Nechaq (persiska: نچق) är en ort i Iran.   Den ligger i provinsen Östazarbaijan, i den nordvästra delen av landet, 600 km nordväst om huvudstaden Teheran. Nechaq ligger 1 549 meter över havet och antalet invånare är 339.
Terrängen runt Nechaq är kuperad åt sydost, men åt nordväst är den bergig.Runt Nechaq är det ganska glesbefolkat, med 27 invånare per kvadratkilometer. Närmaste större samhälle är Anderyān, 13,2 km sydost om Nechaq. Trakten runt Nechaq består i huvudsak av gräsmarker.